# Notomabuya frenata
Notomabuya frenata — вид сцинкоподібних ящірок родини сцинкових (Scincidae). Мешкає в Південній Америці. Це єдиний представник монотипового роду Notomabuya.

## Поширення і екологія
Notomabuya frenata мешкають на півночі Аргентини, в Парагваї, Болівії і Бразилії (від Пари і Токантінса до Ріу-Гранді-ду-Сула). Вони живуть в саванах, рідколіссях і чагарникових заростях Серрадо і Чако, трапляються на узліссях атлантичних лісів та поблизу людських поселень.